# دولاک
دولاک (به لاتین: Dewlak) یک منطقهٔ مسکونی در افغانستان است که در ولایت بامیان واقع شده‌است.